# اسون آندرسون (بازیکن فوتبال، زاده ۱۹۰۷)
اسون اندرسون (انگلیسی: Sven Andersson; ۱۴ فوریهٔ ۱۹۰۷ – ۳۰ مه ۱۹۸۱) بازیکن فوتبال اهل سوئد بود.
از باشگاه‌هایی که در آن بازی کرده‌است می‌توان به باشگاه فوتبال آی‌ای‌کی اشاره کرد.
وی همچنین در تیم ملی فوتبال سوئد بازی کرده‌است.